# Anamenia gorgonophila
Anamenia gorgonophila é uma espécie de molusco pertencente à família Strophomeniidae.
A autoridade científica da espécie é Kowalevsky, tendo sido descrita no ano de 1880.
Trata-se de uma espécie presente no território português, incluindo a zona económica exclusiva.